# Oxytropis linearibracteata
Oxytropis linearibracteata är en ärtväxtart som beskrevs av Pei Chun Qiong Li. Oxytropis linearibracteata ingår i släktet klovedlar, och familjen ärtväxter. Inga underarter finns listade i Catalogue of Life.